# 笑星撞地球 (電影)
《笑星撞地球》是1990年上映的一部香港電影，由胡大為執導，曾志偉、林敏驄主演。

## 故事概要
兩個電視台戰爭的勝局已定，火星台的收視擊以百分百擊倒地球台，地球台經過觀察，找到四名所謂的人才來幫忙，那四人貪圖地球台老板李小美的美色，便答應幫忙了。但是，地球台員工之一的細龜卻是火星台派來的臥底，並做了些令地球台完蛋的事，到底地球台可以底擋著火星台的打壓嗎？

## 演員表
| 演員   | 角色   | 粵語配音 | 介紹                                                             |
| 曾志偉 | 吳過電 | 馮永和   | 地球台員工 廖紅、毛厘頭、胡為之同事                              |
| 林敏驄 | 毛厘頭 | 林保全   | 地球台員工 廖紅、吳過電、胡為之同事                              |
| 廖偉雄 | 乜太   | 廖偉雄   | 火星台老板                                                       |
| 廖偉雄 | 廖紅   | 廖偉雄   | 地球台員工 吳過電、毛厘頭、胡為之同事                            |
| 胡大為 | 胡為   | 胡大為   | 地球台員工 廖紅、吳過電、毛厘頭之同事                            |
| 李美鳳 | 李小美 |          | 地球台老板 被毛厘頭、吳過電、廖紅、胡為貪圖美色                  |
| 黃一山 | 細龜   | 陳永信   | 地球台員工 李小美之下屬，實為火星台派來的臥底                    |
| 劉錫賢 | 主持   | 劉錫賢   | 地球台節目主持                                                   |
| 黃一飛 | 演員   |          | 地球台劇集演員                                                   |
| 余慕蓮 | 贊助商 |          | 被李小美委托贊助地球台，但拒絕她 后為火星台的贊助商              |
| 盧雄   | 贊助商 | 陳永信   | 被李小美委托贊助地球台，但拒絕她 后為火星台的贊助商              |
| 倪匡   | 李先生 | 陳欣     | 李小美之父                                                       |
| 秦煌   | 警察   | 陳欣     | 在李先生因收視擊敗於火星台而跳樓和他談判的警員                   |
| 陸劍明 | 賊人   | 陳欣     | 在毛厘頭的銀行裏打劫，但失敗                                     |
| 羅青浩 | 推捎員 |          | 火星台員工                                                       |
| 史美儀 | 史老闆 |          | 家家好集團總經理 想在火星台打廣告卻被乜太拒絕 后為地球台的贊助商 |
| 許鞍華 | 周東   |          | 中國商務部領導 為人喜怒不形於色而以娃娃表達感情                  |
| 麥皓為 |        |          |                                                                  |
| 羅樹琪 |        |          |                                                                  |

## 外部連結
- 香港影庫上《笑星撞地球》的資料（繁體中文）
- 互联网电影数据库（IMDb）上《笑星撞地球》的资料（英文）